# Tattooed Millionaire
Tattooed Millionaire е първият самостоятелен албум на британския певец Брус Дикинсън, издаден през 1990 г.
Проекта започва още, когато Брус е помолен да запише песен за филма „Кошмарите на Елм-стрийт“. Тази песен била „Bring your Daughter...to the Slaughter“. Така заедно с бъдещия китарист на Айрън Мейдън – Яник Герс, Брус започва да работи върху соло албум. В албума преобладава рок звученето, напълно различно от музиката на Мейдън. „Bring Your Daughter... to the Slaughter“ не влиза в оригиналния запис, а е записана от Мейдън за албума им No Prayer for the Dying и иронично става първият (и последен) сингъл на групата достигнал първо място. Интрото на „No Lies“ напомня на версията на Мейдън на „Bring your Daughter...to the Slaughter“.
Песента „Tattooed Millionaire“ е написана за басиста на Мотли Крю Ники Сикс (така се твърди в книгата на Сикс „Хероинните дневници: година от живота на разбита рок звезда“). Според басиста Дикинсън мрази Сикс, понеже Сикс правил секс с жената на Брус, по време на турне на Motley Crue в Европа (Сикс разказва тази история в „The Dirt“).

### Втори диск на пре-издадената версия от 2005
1. „Bring your Daughter...to the Slaughter“ (Оригинална версия от саундтрака)
2. „Ballad Of Mutt“
3. „Winds of Change“
4. „Darkness be my friend“
5. „Sin City“
6. „Dive! Dive! Dive!“ (лайф)
7. „Riding with Angels“ (лайф)
8. „Sin City“ (лайф)
9. „Black Night“ (лайф)
10. „Son of a Gun“ (лайф)
11. „Tattooed Millionaire“ (лайф)

## Състав
- Брус Дикинсън – вокал
- Яник Гърс – китара
- Анди Кар – бас
- Фабио Дел Рио – барабани